# Połajewo (Groot-Polen)
Połajewo is een dorp in het Poolse woiwodschap Groot-Polen, in het district Czarnkowsko-trzcianecki. De plaats maakt deel uit van de gemeente Połajewo en telt 2237 inwoners.

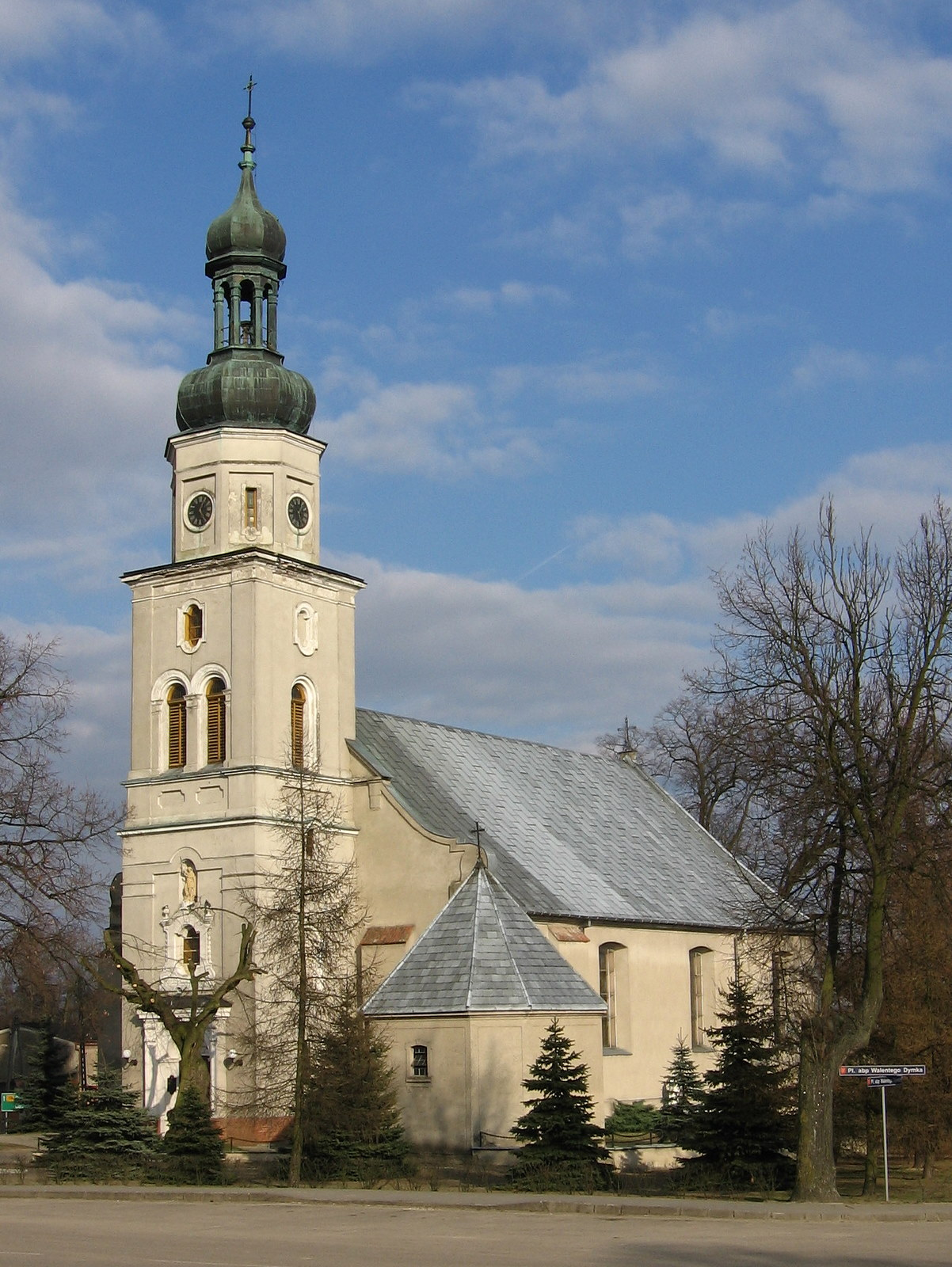
De katholieke kerk van het dorp (2009)